# 로크 앤 키
《로크 앤 키》(영어: Locke & Key)는 넷플릭스에서 2020년 2월부터 방영된 미국의 초자연 공포 드라마로, 조 힐의 동명 만화 시리즈를 원작으로 하였다. 주연은 다비 스탠치필드, 코너 제섭, 에밀리아 존스, 그리핀 글럭이다.

## 시놉시스
기이한 상황에서 살해된 아버지. 그 후 어머니와 함께 조상 대대로 살던 집 키하우스로 이사한 로크 집안 세 남매는 저택 곳곳에 숨겨진 마법의 열쇠들을 발견한다. 이 열쇠들과 아버지의 죽음 사이엔 무슨 관계가 있을까. 서로 다른 열쇠와 그 열쇠만이 지닌 힘을 찾아내는 아이들. 그사이 정체 모를 악의 힘이 깨어나 온갖 계략으로 열쇠들을 훔치려 한다.

## 출연진

### 주연
- 다비 스탠치필드 - 니나 로크
- 코너 제섭 - 타일러 로크
- 에밀리아 존스 - 킨지 로크
- 잭슨 로버트 스콧 - 보드 로크
- 페트리스 존스 - 스콧 캐번디시
- 라이즐라 지올리베이라 - 도지
- 그리핀 글럭 - 게이브

### 조연
- 빌 헥 - 렌들 로크
- 에런 애슈모어 - 덩컨 로크
- 셰리 솜 - 엘리 위던
- 토머스 미첼 바넷 - 샘 레서
- 케빈 알베스 - 하비
- 제너비브 강 - 재키 베다
- 핼리아 존스 - 이든 호킨스
- 콜턴 스튜어트 - 브링커 마틴
- 에이샤 브롬필드 - 제이디 웰스
- 제시 카마초 - 더그 브러젤
- 에릭 그레이즈 - 로건 캘러웨이
- 필릭스 맬러드 - 루커스 카라바조
- 스티븐 윌리엄스 - 조 리지웨이
- 코비 버드 - 루퍼스 위던

## 에피소드 목록
시즌 1의 모든 에피소드는 2020년 2월 7일에 공개되었다.
| 회차 | 제목                                      | 감독                | 각본                        | 분량 |
| ---- | ----------------------------------------- | ------------------- | --------------------------- | ---- |
| 1    | "이사" "Welcome to Matheson"              | 마이클 모리스       | 조 힐, 애런 일라이 콜라이트 | 56분 |
| 2    | "함정" "Trapper / Keeper"                 | 마이클 모리스       | 리즈 팡                     | 50분 |
| 3    | "머릿속으로" "Head Games"                 | 팀 수덤             | 메러디스 애버릴             | 44분 |
| 4    | "열쇠를 지켜라" "The Keepers of the Keys" | 팀 수덤             | 매켄지 도어                 | 43분 |
| 5    | "기억" "Family Tree"                      | 마크 톤데라이호지스 | 안드레스 피셔센테노         | 49분 |
| 6    | "검은 문" "The Black Door"                | 마크 톤데라이호지스 | 브렛 트레이시, 댄 우드워드  | 47분 |
| 7    | "해부" "Dissection"                       | 돈 윌킨슨           | 마이클 D. 풀러              | 43분 |
| 8    | "빌어먹을 햇살" "Ray of F**king Sunshine" | 돈 윌킨슨           | 버네사 로하스               | 48분 |
| 9    | "메아리" "Echoes"                         | 빈첸초 나탈리       | 메러디스 애버릴, 리즈 팡    | 49분 |
| 10   | "공격" "Crown of Shadows"                 | 빈첸초 나탈리       | 칼턴 큐스, 메러디스 애버릴  | 40분 |